# 히라노 마이
히라노 마이(일본어: 平野 妹 ひらの まい[*], 1985년 10월 17일 ~ )는 프리랜서로 활동하는 일본의 여성 성우이다. 후쿠오카현 출신.

## 출연 작품
- 은혼 - 소년
- 쥬블스! - 체비
- 줄무늬 호랑이 시마지로 - 축하해 성인,소녀
- 집주인은 사춘기 - 점원
- 짐승의 연주자 에린 - 시론
- 케이온!!
- 해리포터와 혼혈왕자 - 여학생